# Nikon
Nikon Corporation este o companie japoneză care produce și comercializează aparatele foto omonime și produse conexe industriei optice precum obiective foto, binocluri sau microscoape.

## Istorie
Compania a fost înființată în anul 1917 prin fuzionarea a trei producători de soluții optice din Japonia, luând numele de Nippon Kogaku K.K. (Industria Optică Japoneză).
În anul 1921 sunt invitați opt ingineri opticieni germani care să îi îndrume pe încă neexperimentații ingineri japonezi. În același an sunt produse micile binocluri Mikron 4x și 6x. În 1925 este scos pe piață microscopul JOICO. În 1933 este construită o nouă fabrică la Ohi. Aici se produc noile lentile produse începând cu anul 1932 sub numele de Nikkor.
După încheierea celui de-al Doilea Război Mondial producția acoperea deja cea mai mare parte a tipurilor de produse furnizate și astăzi de către Nikon: camere foto, microscoape, binocluri, instrumente de măsură, lentile. În 1948 apare Nikon I, primul model de aparat foto de mici dimensiuni al producătorului japonez.
În anii '50, Nikon devine un brand cunoscut la nivel mondial, datorită mai ales articolelor apărute în New York Times, care anunțau calitatea superioară a camerelor Nikon și a lentilelor Nikkor în comparație cu ceea ce exista pe piață. În 1952 este format Clubul Nikkor, care avea ca scop principal promovarea către marele public a fotografierii cu camerele de mici dimensiuni. Datorită popularității crescânde a brandului Nikon și a ascensiunii vânzărilor, compania inaugurează în anul 1953 atât primul centru de service, cât și prima subsidiară americană. În anul 1959 apare prima cameră SLR Nikon, denumită Nikon F.
Nikon continuă să se extindă și în anul 1961 deschide subsidiara elvețiană Nikon AG, iar în 1968 pe cea olandeză, Nikon Europe N.V. (acum Nikon Europe B.V.). În aceeași perioadă construiește și o nouă fabrică la Yokohama, care intră în funcțiune în 1967. Eforturile de a populariza arta fotografică se concretizează și prin deschiderea în anul 1970 a galeriilor Nikon House la New York. În 1971 apare al doilea tip de cameră SLR, Nikon F2, iar în 1980 cea de-a treia, Nikon F3.
La începutul anilor '80 Nikon devine partenerul NASA, oferind acesteia aparatele foto care vor fi utilizate în navetele spațiale. Afacerile Nikon în America iau amploare, fiind înființate pe rând Nikon Canada Inc. în 1978, Nikon Inc. și Nikon Precision Inc. în Statele Unite în 1981, respectiv 1982.
În 1988 numele companiei se schimbă din Nippon Kogaku K.K în Nikon Corporation.
Anii '90 aduc o serie impresionantă de inovații. În 1992 apare NIKONOS RS, prima cameră SLR cu autofocus care poate funcționa în apă. În 1996 apare cea mai avansată cameră SLR, F5. Nikon se îndreaptă de acum înainte către piața emergentă a aparatelor foto digitale. În 1997 apare COOLPIX 100, prima dintr-o serie de aparate foto digitale care este continuată și astăzi, iar în 1999 este produs primul SLR digital (D-SLR), D1.
După 2000, Nikon continuă această politică, dezvoltând atât linia D-SLR, pe două paliere, pentru amatori (D40, D50, D60, D70) și pentru profesioniști (D2, D3, D80, D200), cât și linia de aparate foto 
digitale compacte, COOLPIX. 

## Nikon în România
Compania este prezentă și în România, unde a deschis un magazin în august 2009, în cadrul Băneasa Shopping City din București, acesta fiind al doilea magazin pe care compania l-a deschis în Europa.
În februarie 2011, Nikon deținea o cotă de 30% din piața foto din România.